# Kristopher Letang
Kristopher "Kris" Allen Letang (Montreal, 24 april 1987) is een Canadese ijshockeyspeler. Hij werd in 2005 gedraft door de Pittsburgh Penguins.
Letang speelde drie jaar bij de junioren in de Quebec Major Junior Hockey League (QMJHL) voordat hij als 62e werd gedraft door de Pittsburgh Penguins in 2005. In zijn tweede volledige seizoen in de NHL won hij de Stanley Cup met de Penguins. Letang kwam uit voor respectievelijk het onder-18- en het onder-20-team van de Canada, waar hij twee jaar op rij goud mee won op het wereldkampioenschap voor junioren in 2006 en 2007.

## Carrière
Letang speelde als junior voor de Val-d'Or Foreurs in de QMJHL gedurende drie seizoenen. Nadat hij 32 punten behaalde als junior rookie, werd hij verkozen in het All-Rookie Team  van de QMJHL en de CHL. Die zomer werd hij als 62e gedraft in de derde ronde door de Pittsburgh Penguins. In volgende seizoen werd hij, door 68 punten te scoren in 60 wedstrijden, opgenomen in het QMJHL All-Star Team.
Hij maakte zijn debuut op het hoogste niveau in de NHL in 2006. Zijn eerste goal scoorde hij in zijn zesde wedstrijd; tegen de New York Rangers verschalkte hij doelman Henrik Lundqvist in en wedstrijd die in een 6-5 overwinning voor de Penguins zou eindigen. Echter, na twee goals in zeven wedstrijden, werd Letang uit het team gehaald en teruggstuud naar Val-d'Or voor verdere ontwikkeling. In zijn derde seizoen bij de Foreurs, leidde Letang zijn team met 31 punten in het na-seizoen naar de play-offs, waar het in vier wedstrijden werd uitgeschakeld door de Lewiston Maineiacs. Na de uitschakeling werd Letang ondergebracht bij de Wilkes-Barre/Scranton Penguins in de AHL, die op dat moment in de tweede ronde stonden van de play-offs om de Calder Cup, en kreeg een assist op zijn naam in de enige wedstrijd die hij speelde. Aan het eind van het seizoen ontving hij drie belangrijke QMJHL-prijzen; de Emile Bouchard Trophy als beste verdediger, de Paul Dumont Trophy als "persoon van het jaar" en de Kevin Lowe Trophy als beste verdedigende verdediger.
Na de start van het seizoen 2007/08 bij Wilkes-Barre/Scranton, werd hij door de Pittsburgh Penguins teruggehaald, door het feit dat hij zeven punten had gemaakt in tien wedstrijden. Letang blonk uit in zijn debuutjaar bij de Penguins en werd, samen met ploeggenoot Tyler Kennedy, uitgenodigd voor de NHL YoungStars Game tijdens het All-Star weekend in 2008. Hij eindigde het reguliere seizoen met zeventien punten in 63 wedstrijden, de zesde plaats van alle rookie-verdedigers. Bij zijn debuut in de play-offs van de NHL haalde hij met zijn team de finale om de Stanley Cup, waarin de Detroit Red Wings in zes wedstrijden te sterk bleken.
Bij het begin van het seizoen 2008/09 raakte de twee sterverdedigers van de Penguins, Sergej Gontsjar en Ryan Whitney, voor langere tijd geblesseerd, waardoor de verantwoordelijkheden van Letang stegen. Letang vormde gedurende het seizoen een paar met Brooks Orpik. Dit resulteerde in tien goals en 33 punten voor Letang. Voor de tweede maal op rij werd Letang uitgenodigd voor de NHL YoungStars Game tijdens het All-Star weekend in 2009 in zijn geboortestad Montreal, ditmaal om te spelen in het team van de Sophomores (tweedejaars).
Nadat de Penguins de Philadelphia Flyers in de eerste ronde van de play-offs hadden uitgeschakeld, scoorde Letang zijn eerste play-offgoal in de derde wedstrijd van de tweede ronde tegen de Washington Capitals op 6 mei 2009, in overtime. Het was onzeker of Letang kon spelen na een gedachte schouderblessure na een bodycheck van Mike Green in de derde wedstrijd. Desalniettemin scoorde Letang de winnende treffer en verkleinde de achterstand in de serie tot 2-1, waardoor de Penguins uiteindelijk een 2-0 achterstand in wedstrijden weg konden werken en de Capitals in zeven wedstrijden uit konden schakelen. In de finale stonden de Penguins voor het tweede jaar op rij tegenover de Red Wings. Letang scoorde één goal in de serie, in de derde wedstrijd. Uiteindelijk wonnen de Penguins op 12 juni 2009 de Stanley Cup, nadat ze de beslissende zevende wedstrijd in de Joe Louis Arena met 2-1 wonnen. Letang eindigde de play-offs met vier goals en dertien punten in totaal in 23 wedstrijden.
In het volgende seizoen eindigde Letang met slechts drie goals en 24 assists. Laat in het reguliere seizoen, op 30 maart 2010, verlengde hij zijn contract met vier jaar, tot en met het seizoen 2013/14, waarmee hij jaarlijks zo'n 3,5 miljoen dollar zou gaan verdienen. In de play-offs van de Stanley Cup, die het team als titelverdediger begon, werden de Penguins in de tweede ronde uitgeschakeld door de Montreal Canadiens. Letang verbeterde zijn score van het reguliere seizoen door vijf maal te scoren in dertien play-offwedstrijden, samen met twee assists kwam zijn puntentotaal op zeven.
Na het vertrek van topverdediger Sergej Gontsjar in de zomer, kreeg Letang een grotere rol in het team in het seizoen 2010/11. Letang werd opgenomen in het basisteam van de All-Star wedstrijd in Raleigh, North Carolina in 2011. Met een persoonlijk record van vijftig punten (acht goals en 42 assists), eindigde Letang het seizoen met het op een na hoogste puntenaantal van het team, alleen Sidney Crosby scoorde beter. Latangs bijdragen hielpen het team naar de vierde plek in de competitie, met 49 overwinningen en 106 punten ondanks langdurige blessures van de drie beste centers van het team - Sidney Crosby, Jevgeni Malkin en Jordan Staal. Pittsburgh werd in de eerste ronde van de play-offs in zeven wedstrijden uitgeschakeld door Tampa Bay Lightning, Letang gaf vier assists.
Op 23 januari 2012 werd Letang opgeroepen voor de selectie de All-Star wedstrijd van 2012 als vervanger voor de geblesserde Dustin Byfuglien, bij die selectie zaten ook zijn ploeggenoten Jevgeni Malkin en James Neal. In de eerste ronde van de play-offs waarin Pittsburgh werd uitgeschakeld door de Philadelphia Flyers, scoorde Letang één keer, gaf twee assists en werd uitgesloten tijdens de derde wedstrijd nadat hij had gevochten met Kimmo Timonen.
Op 2 juli 2013 tekende Letang een nieuw, achtjarig contract met een waarde van 58 miljoen dollar, geldig vanaf het seizoen 2014/15. Letang speelde 34 wedstrijden in het seizoen 2013/14 totdat bekend werd dat hij minstens zes weken zou missen vanwege een beroerte. Op 16 maart 2014 kondigde Dan Bylsma, hoofdtrainer van de Pittsburgh Penguins, aan, dat Letang door doktoren was vrijgegeven en dat hij weer in training was.

## Internationaal
Letang debuteerde als Canadees jeugdinternational tijdens zijn debuutseizoen op het wereldkampioenschap onder-18 in Tsjechië. Letang behaalde vier punten in zes wedstrijden en won met het team de zilveren medaille; in de finale werd verloren van de Verenigde Staten.
In de volgende twee jaren nam Letang deel aan de wereldkampioenschappen voor junioren, beide keren won Canada het goud. De eerste gouden plak werd in behaalde Canada als gastland, de tweede werd gewonnen in Zweden, waar Letang als aanvoerder zes punten behaalde in evenzoveel wedstrijden. Letang werd opgenomen in het All-Star team van het toernooi, samen met zijn ploeggenoten van Team Canada Carey Price en Jonathan Toews.

## Privéleven
Letang verloor een van zijn beste vrienden, Luc Bourdon, een verdediger voor de Vancouver Canucks, bij een motorongeluk op 29 mei 2008. Op het moment van het ongeluk speelde Letang in de finales om de Stanley Cup tegen de Detroit Red Wings. Hij en Bourdon waren ploeggenoten bij Val-d'Or en het Canadese juniorenteam.
Kristopher Letang heeft één zus, één halfzus en één halfbroer.
Samen met zijn vriendin Catherine Laflamme kreeg hij op 22 november 2012 een zoon: Alexander.

## Statistieken
| 2004/05 | Val-d'Or Foreurs               | QMJHL | 70 | 13 | 19 | 32 | 117 | -  | -  | -  | -  | -  |
| 2005/06 | Val-d'Or Foreurs               | QMJHL | 60 | 25 | 43 | 68 | 156 | 5  | 1  | 5  | 6  | 20 |
| 2006/07 | Val-d'Or Foreurs               | QMJHL | 40 | 14 | 38 | 52 | 74  | 19 | 12 | 19 | 31 | 48 |
| 2006/07 | Pittsburgh Penguins            | NHL   | 7  | 2  | 0  | 2  | 4   | -  | -  | -  | -  | -  |
| 2006/07 | Wilkes-Barre/Scranton Penguins | AHL   | -  | -  | -  | -  | -   | 1  | 0  | 1  | 1  | 2  |
| 2007/08 | Wilkes-Barre/Scranton Penguins | AHL   | 1  | 1  | 6  | 7  | 4   | -  | -  | -  | -  | -  |
| 2007/08 | Pittsburgh Penguins            | NHL   | 63 | 6  | 11 | 17 | 23  | 16 | 0  | 2  | 2  | 12 |
| 2008/09 | Pittsburgh Penguins            | NHL   | 74 | 10 | 23 | 33 | 24  | 23 | 4  | 9  | 13 | 26 |
| 2009/10 | Pittsburgh Penguins            | NHL   | 73 | 3  | 24 | 27 | 51  | 13 | 5  | 2  | 7  | 6  |
| 2010/11 | Pittsburgh Penguins            | NHL   | 82 | 8  | 42 | 50 | 101 | 7  | 0  | 4  | 4  | 10 |
| 2011/12 | Pittsburgh Penguins            | NHL   | 51 | 10 | 32 | 42 | 34  | 6  | 1  | 4  | 5  | 21 |
| 2012/13 | Pittsburgh Penguins            | NHL   | 35 | 5  | 33 | 38 | 16  | 15 | 3  | 13 | 16 | 8  |
| 2013/14 | Pittsburgh Penguins            | NHL   | 37 | 11 | 11 | 22 | 16  | 13 | 2  | 4  | 6  | 14 |

| Jaar | Team            | Toernooi    | Res.   |   | GP | G | A | Pts | PIM |
| ---- | --------------- | ----------- | ------ | - | -- | - | - | --- | --- |
| 2005 | Canada onder-18 | WK -18      | Zilver | 6 | 2  | 2 | 4 | 20  |     |
| 2006 | Canada junioren | WK junioren | Goud   | 6 | 1  | 2 | 3 | 2   |     |
| 2007 | Canada junioren | WK junioren | Goud   | 6 | 0  | 6 | 6 | 12  |     |

## Prijzen

### Junioren
- 2005: Opgenomen in het QMJHL All-Rookie Team
- 2005: Opgenomen in het CHL All-Rookie Team
- 2006: Opgenomen in het QMJHL All-Star Team (Eerste team)
- 2007: Opgenomen in het QMJHL All-Star Team (Eerste team)
- 2007: Emile Bouchard Trophy
- 2007: Kevin Lowe Trophy
- 2007: Paul Dumont Trophy

### NHL
- 2008: Uitgenodigd voor de NHL YoungStars Game
- 2009: Uitgenodigd voor de NHL YoungStars Game
- 2007/08: Pittsburgh Penguins Rookie van het Jaar
- 2009: Stanley Cup
- 2011: Uitgenodigd voor de NHL All-Star Game
- 2012: Uitgenodigd voor de NHL All-Star Game
- 2012/13: Genomineerd: Norris Trophy
- 2013: Opgenomen in het NHL All-Star Team (Tweede team)

### Internationaal
- 2006: Wereldkampioen junioren
- 2007: Wereldkampioen junioren
- 2007: Opgenomen in het WK junioren All-Star Team